# Kruisweg (Haarlem)
De Kruisweg is een winkelstraat in de Binnenstad van Haarlem. De straat verbindt samen met de Kruisstraat en de Barteljorisstraat de Grote Markt met het Kennemerplein en De Bolwerken nabij het Station Haarlem. De straat fungeert als belangrijke verkeersader voor langzaam- en busverkeer, mede doordat de straat autoluw is en een belangrijke noord-zuidroute vervult. Evenwijdig aan de Kruisweg ligt de Jansweg.
De Kruisweg is onderdeel van de Rode Loper, dit is een autoluw gebied voor voetgangers en fietsers in het centrum van Haarlem. Kruisweg begint na het passeren van de Nieuwe Gracht en de Kruisbrug, hiervoor heette de straat Kruisstraat. Op de Kruisweg rijden ook bussen die vertrekken van het busstation op het Stationsplein. Vroeger passeerde de Kruisweg na de Nieuwe Gracht ook de Achter Nieuwegracht, deze is echter gedempt en heraangelegd als de huidige Parklaan. In de middenberm van de kruising met de Parklaan is een regenboogpad aangelegd. Op de Kruisweg komen naast de Parklaan de volgende straten uit: Korte- en Lange Herenstraat, Kenaustraat en Rozenstraat. Ter hoogte van het Stationsplein dat langs deze weg ligt, ligt de fietsenkelder Fiets-in, ooit de grootste van Europa, onder het plein gesitueerd. De weg vervolgt zich hierna onder de spoorlijnen die het station aan de westelijke kant verlaten. Hierna komt de weg uit op het Kennemerplein en Staten Bolwerk nabij De Bolwerken. De route tussen Kruisweg en Stationsplein is een druk stukje stad, zo fietsen er dagelijks 17.500 duizend fietsers waarvan 70% in het stationsgebied moet zijn en 30% doorgaand fietsverkeer is. Tevens maken 8.000 voetgangers dagelijks gebruik van deze route.